# Проєкт 211
Проєкт 211 (кит.: 211工程; піньїнь: 211 Gōngchéng) був скасованим проєктом розвитку загальноосвітніх університетів і коледжів, ініційованим у 1995 році Міністерством освіти Китаю, з метою підвищення стандартів досліджень загальноосвітніх університетів і культивування стратегій соціально-економічного розвитку. Назва проєкту походить від абревіатури слогану «Готуючись до 21 століття, успішно керуючи 100 університетами» (面向21世纪，办好100所高校). Приблизна кількість вишів-учасників – сто.

## Історія
Під час першої фази проєкту, з 1996 по 2000 рік, було розподілено приблизно 2 мільярди доларів США.
Деякі університети проєкту 211 стверджували, що фінансування проєкту було припинено в 2013 році. З 2014 року проєкт 211 згадується менше. У тому ж році деякі університети повідомили, що фінансування «Проєкту 211» припинилося, і проєкт був скасований.
У жовтні 2015 року Державна рада КНР опублікувала «Загальний план сприяння будівництву світових першокласних університетів і першокласних дисциплін (подвійний план першого класу університетів)» і вжила нових домовленостей щодо розвитку вищої освіти в Китаї., замінюючи попередні проєкти, включно з Проєктом 211, Проєктом 985, Характерними ключовими дисциплінами проєкту тощо.

## Прийом
Вони приймають студентів через конкурсний процес національного вступного іспиту до вищої освіти («Gaokao») для програм бакалаврату.

## Оцінка
Багато університетів проєкту 211 розглядаються як престижні загальноосвітні університети серед усіх китайських університетів. З 2015 року проєкт 211 було скасовано та замінено ініціативою Double First Class University.

## Список ВНЗ
До 2008 року в Китаї було близько 116 закладів вищої освіти (приблизно 6%), визначених як 211 проєктних університетів для розвитку, щоб досягти деяких запланованих наукових, технічних і людських ресурсів, і пропонувати програми підвищення кваліфікації.
| Провінція/муніципалітет                  | Місто         | Університет |
| ---------------------------------------- | ------------- | --- |
| Пекін (26)                               | Пекін (26)    | - Beijing Foreign Studies University - Beijing Forestry University - Пекінський технологічний інститут985 - Beijing Jiaotong University - Beijing Normal University985 - Beihang University985 - Beijing University of Chemical Technology - Beijing University of Chinese Medicine - Beijing University of Posts and Telecommunications - Beijing University of Technology - Central Conservatory of Music - Central University of Finance and Economics - China Agricultural University985 - China University of Geosciences (Beijing) - China University of Petroleum (Beijing) - China University of Mining and Technology (Beijing) - China University of Political Science and Law - Communication University of China - Minzu University of China985 - North China Electric Power University - Peking Union Medical College - Пекінський університет985 , C9 - Renmin University of China985 - Університет Цінхуа985 , C9 - University of International Business and Economics - University of Science and Technology Beijing |
| Цзянсу (11)                              | Нанкін (8)    | - China Pharmaceutical University - Hohai University - Nanjing Aeronautics and Astronautics University - Nanjing Agricultural University - Nanjing Normal University - Нанкінський університет985 , C9 - Nanjing University of Science and Technology - Southeast University985 |
| Цзянсу (11)                              | Сучжоу        | - Soochow University |
| Цзянсу (11)                              | Усі           | - Jiangnan University |
| Цзянсу (11)                              | Сюйчжоу       | - China University of Mining and Technology |
| Шанхай (10)                              | Шанхай (10)   | - Donghua University - Східнокитайський педагогічний університет985 - East China University of Science and Technology - Фуданський університет985 , C9 - Second Military Medical University - Shanghai International Studies University - Shanghai Jiao Tong University985 , C9 - Shanghai University - Shanghai University of Finance and Economics - Університет Тунцзі985 |
| Шеньсі (8)                               | Сіань (7)     | - Chang'an University - Fourth Military Medical University - Xi'an Jiaotong University985 , C9 - Xidian University - Shaanxi Normal University - Northwest University - Northwestern Polytechnical University985 |
| Шеньсі (8)                               | Сяньян        | - Northwest A&F University985 |
| Хубей (7)                                | Ухань (7)     | - China University of Geosciences (Wuhan) - Wuhan University985 - Huazhong University of Science and Technology985 - Wuhan University of Technology - Huazhong Agricultural University - Huazhong Normal University - Zhongnan University of Economics and Law |
| Сичуань (5)                              | Ченду (4)     | - Sichuan University985 - Southwest Jiaotong University - Southwestern University of Finance and Economics - University of Electronic Science and Technology of China985 |
| Сичуань (5)                              | Яань          | - Sichuan Agricultural University |
| Гуандун (4)                              | Гуанчжоу (4)  | - Jinan University - South China Normal University - South China University of Technology985 - Sun Yat-sen University985 |
| Хунань (4)                               | Чанша (4)     | - Central South University985 - Hunan Normal University - Hunan University985 - National University of Defense Technology985 |
| Хейлунцзян (4)                           | Харбін (4)    | - Harbin Engineering University - Harbin Institute of Technology985 , C9 - Northeast Agricultural University - Northeast Forestry University |
| Ляонін (4)                               | Шеньян (2)    | - Liaoning University - Northeastern University985 |
| Ляонін (4)                               | Далянь (2)    | - Dalian Maritime University - Dalian University of Technology985 |
| Тяньцзінь (4)                            | Тяньцзінь (4) | - Hebei University of Technology - Nankai University985 - Tianjin Medical University - Tianjin University985 |
| Аньхой (3)                               | Хефей (3)     | - Anhui University - Hefei University of Technology - University of Science and Technology of China985 , C9 |
| Jilin (3)                                | Чанчунь (2)   | - Jilin University985 - Northeast Normal University |
| Jilin (3)                                | Яньцзі        | - Yanbian University |
| Шаньдун (3)                              | Qingdao (2)   | - Циндаоський океанографічний інститут985 - China University of Petroleum (Huadong) |
| Шаньдун (3)                              | Цзінань       | - Shandong University985 |
| Чунцін (2)                               | Чунцін (2)    | - Chongqing University985 - Southwest University |
| Фуцзянь (2)                              | Сямень        | - Xiamen University985 |
| Фуцзянь (2)                              | Фучжоу        | - Fuzhou University |
| Сіньцзян-Уйгурський автономний район (2) | Шихецзи       | - Shihezi University |
| Сіньцзян-Уйгурський автономний район (2) | Урумчі        | - Xinjiang University |
| Ґуйчжоу                                  | Гуйян         | - Guizhou University |
| Ганьсу                                   | Ланьчжоу      | - Lanzhou University985 |
| Хайнань                                  | Хайкоу        | - Hainan University |
| Хенань                                   | Чженчжоу      | - Zhengzhou University |
| Цзянсі                                   | Наньчан       | - Nanchang University |
| Цинхай                                   | Сінін         | - Qinghai University |
| Шаньсі                                   | Тайюань       | - Taiyuan University of Technology |
| Юньнань                                  | Куньмін       | - Yunnan University |
| Чжецзян                                  | Ханчжоу       | - Чжецзянський університет985 , C9 - Hangzhou University |
| Гуансі-Чжуанський автономний район       | Наньнін       | - Guangxi University |
| Внутрішня Монголія                       | Хух-Хото      | - Inner Mongolia University |
| Нінся-Хуейський автономний район         | Їньчуань      | - Ningxia University |
| Тибетський автономний район              | Lhasa         | - Tibet University |